# Villeneuve (Gironde)
Villeneuve is een gemeente in het Franse departement Gironde (regio Nouvelle-Aquitaine) en telt 364 inwoners (1999). De plaats maakt deel uit van het arrondissement Blaye.

## Geografie
De oppervlakte van Villeneuve bedraagt 4,6 km², de bevolkingsdichtheid is 79,1 inwoners per km².
De onderstaande kaart toont de ligging van Villeneuve (Gironde) met de belangrijkste infrastructuur en aangrenzende gemeenten.

## Demografie
Onderstaande figuur toont het verloop van het inwonertal (bron: INSEE-tellingen).

1. ↑  Populations de référence 2022.